# Tekibongo
Tekibongo est un village de la Région du Littoral du Cameroun, situé dans la commune de Ngambe. 

## Population et développement
En 1967, la population de Tekibongo était de 47 habitants, essentiellement des Babimbi du peuple Bassa. La population de Tekibongo était de 40 habitants dont 22 hommes et 18 femmes, lors du recensement de 2005.  